# 제네바역
제네바역(프랑스어: Gare de Genève)은 이전에 제네바 코르나방역(Geneva Cornavin)으로 알려져 있었으며, 도시 중심부에 위치한 제네바의 주요 기차역이다. 주변 지역은 코르나방(Cornavin)으로 알려져 있다. 두 이름을 서로 바꿔서 사용할 수 있다.
이 역은 8개 플랫폼에서 매일 400회 이상의 기차가 출발한다. 7번 승강장과 8번 승강장에는 프랑스와 스위스 국경 통제가 있다. 장거리 및 지역 급행열차는 스위스에서 정차하지 않고, 프랑스로 출발한다. 선로를 분리하는 또 다른 이유는 양쪽의 관련 철도 시스템의 전기 표준이 다르기 때문이다. 프랑스 시스템은 50Hz AC에서 25kV를 사용하지만, 스위스 시스템은 16.7Hz에서 15kV AC를 사용한다.
이 역은 도시와 스위스의 나머지 지역을 동쪽으로 연결하는 스위스 본선인 로잔-제네바선과 연결된다. 이 노선에서 출발하는 많은 장거리 열차가 6분 거리에 있는 공항까지 계속 운행하고 종착한다. 또한 리옹-제네바선을 따라 서쪽으로 프랑스로 향하는 교통량이 많다. 처음 몇 킬로미터는 공항까지 이중 선로와 함께 단일 선로로 운행된다. 프랑스로 가는 교통에는 파리와 프랑스 남부로 가는 장거리 TGV와 벨가르드를 경유하여 리옹으로 가는 지역 열차가 포함된다. 코로나방은 6개의 노선이 운행되는 레만 익스프레스 네트워크의 허브이기도 하다. 이 노선의 대부분은 새로 개설된 CEVA 철도를 통해 이동한다. 안마스로 이어진다.

## 시설
역 내 시설에는 경찰서, 약국, 여러 슈퍼마켓, 커피숍, 빵집, 식품 가판대, 옷가게 및 기타 여러 시설이 있다.

## 주변 지역 특성
역 바로 밖에는 제네바시 전역, 제네바주와 인근 프랑스 지역으로 가는 제네바 대중교통 서비스를 위한 버스 및 트램 정류장이 있다. 근체에는 택시 승강장, 은행, 현금 인출기, 우체국, 호텔, 영화관, 보석상, 서점, 현금인출기 서비스, 레스토랑, 바 및 패스트푸드 레스토랑 등등이 있다.

## 대중문화
역 입구와 플랫폼은 땡땡의 모험 만화 미적분학 사건(The Calculus Affair, 1956)에서 볼 수 있다.

## 철도역 증축 예정
스위스 연방 철도는 두 개의 새로운 철도 트랙을 건설하여 기차역을 확장할 것이라고 발표했다. 역은 향후 몇 년 동안 계획된 교통량 증가로 인해 확장해야 한다. 초기 프로젝트에는 8억 스위스 프랑이 들었고 역 옆에 있는 350채의 주택을 철거했다. 이웃 주민들이 지원하는 두 번째 프로젝트는 총 비용 약 17억 스위스 프랑으로 역 아래에 두 개의 새로운 선로를 건설할 계획이다.
스위스 연방 철도는 2025년까지 새로운 연장을 완료할 계획이다.
2013년 4월, 이웃 협회인 "Collectif 500"이 역 아래 확장을 주장하기 위한 이니셔티브가 시작되었다.

## 운행편
다음 서비스는 제네바에서 정차한다.
- 떼제베 리리아 :
  - 파리-리옹까지 2시간 간격으로 운행한다.
  - 하루에 3번의 기차가 로잔으로 향한다.
  - 여름에 마르세유 생 샤를까지 매일 왕복 여행.
- 유로시티 : 밀라노 중앙역까지 하루에 4대의 열차가 운행되며, 밀라노 중앙역에서 베네치아 산타루치아역까지 한 대의 열차가 계속 운행된다.
- 인터시티 : 취리히 중앙역을 경유하여 제네바 공항과 장크트갈렌 사이를 30분 간격으로 운행하며 다른 모든 열차는 로르샤흐까지 계속 운행한다.
- 인터레기오 : 제네바 공항과 브리크까지 30분, 루체른까지 1시간 간격으로 운행한다.
- TER : 발랑스-빌, 리옹-파르듀, 벨르갸르드 및 샹베리-샬르-레-오까지 운행한다.
- 레기오익스프레스 : 안마스와 브베 사이를 30분 간격으로 운행하며, 다른 모든 열차는 브베에서 생모리스까지 계속 운행한다.
- 레만 익스프레스 :
  - L1/L2/L3/L4 : 코페와 안마스 사이에서 15분 간격으로 안마스에서 안시까지 매시간 에비앙레뱅 및 생제르베레벵-르 파예까지 매 2시간마다 운행된다.
  - L5 : 라 쁠란느.
  - L6 : 벨가르드까지 운행한다.

## 같이 보기
- 스위스의 철도